# 오르토나
오르토나(이탈리아어: Ortona)는 이탈리아 아브루초주 키에티도에 있는 코무네이다.
오르토나는 제2차 세계 대전 이탈리아 전역 동안에 캐나다군과 독일군 사이에 맹렬한 전투가 벌어졌던 곳이다.
치열한 전투로 인해 윈스턴 처칠이 이곳을 "작은 스탈린그라드"라고 부르면서 알려졌다.

## 자매 도시
- 이탈리아 카시노

## 문화
작곡가 프란체스코 파올로 토스티 경이 여기서 태어났다.